# Espiritu Santo
Espiritu Santo, còn gọi tắt là Santo nguyên tên là La Australia del Espíritu Santo là hải đảo lớn nhất nước Vanuatu với diện tích 3955 km², thuộc quần đảo New Hebrides vùng Melanesia biển Thái Bình Dương. Về mặt hành chánh, Espiritu Santo thuộc tỉnh Sanma.
Tỉnh lỵ Luganville cũng là thị trấn lớn thứ nhì Vanuatu.
Núi Tabwemasana là ngọn núi cao nhất đảo, với chiều cao 1879 m.

## Lịch sử
Nhà thám hiểm Tây Ban Nha Pedro Fernandes de Queirós, người đặt tên cho đảo cũng là người Âu châu đầu tiên cho khai ấp trên đảo này ở Big Bay vào năm 1606.
Trong thời kỳ Anh-Pháp Đồng trị (British--French Condominium), Hog Harbour là lỵ sở của Anh còn Pháp lấy Segond gần Luganville làm lỵ sở.
Đảo được dùng làm căn cứ quân sự Hoa Kỳ yểm trợ cho quân đội Đồng minh trong Đệ nhị Thế Chiến.
Năm 1980 khi chính thể Đồng trị giải thể, phong trào Nagriamel do Jimmy Stevens lãnh đạo toan cướp chính quyền và đòi độc lập tách khỏi Vanuatu. Được sự tài trợ của phe thương gia Pháp kiều và tổ chức Phoenix Foundation, nhóm Nagriamel muốn thành lập nước "Cộng hòa Vemerana". Chính phủ Anh và Pháp gửi liên quân đến Port Vila nhưng cuối cùng chính phủ Vanuatu của thủ tướng Walter Lini quyết định kêu gọi Papua New Guinea can thiệp để tái lập trật tự trên đảo Espiritu Santo.